# Христо Динков
Христо Динков е български просветен деец от Македония, деец на Вътрешната македоно-одринска революционна организация.

## Биография
Роден е в Долни Порой, Османската империя, днес Като Пороя, Гърция. В 1889 година завършва с четвъртия випуск на Солунската българска мъжка гимназия. Става член на ВМОРО и един от първите ѝ дейци в Кукуш.
Работи като учител в 1901 година в Гевгели и е заточен след Солунската афера в Бодрум кале.
При избухването на Балканската война в 1912 година е доброволец в Македоно-одринското опълчение в лазарета на МОО.